# Saegusova–Itoova oxidace
Saegusova–Itoova oxidace je oxidační reakce v organické chemii používaná k tvorbě α-β nenasycených karbonylových sloučenin; objevili ji v roce 1978 Takeo Saegusa a Jošihiko Itó. V původní podobě zahrnoval tento proces tvorbu silylenoletheru a následnou reakci s octanem palladnatým a benzochinonem za vzniku odpovídajícího enonu. Benzochinon není v této reakci nezbytný; slouží pouze k obnovení dvojmocného palladia z redukované formy, která má oxidační číslo 0, díky čemuž je na začátku potřebné množství drahého octanu palladnatého menší. Saegusovu–Itoovu oxidaci lze použít pro obnovení nenasycenosti, po níž může následovat 1,4-adice, pomocí nukleofilů jako jsou organické sloučeniny mědi:
U acyklických substrátů vzniká pouze E-alkenový produkt.
Téměř 8 let před tímto objevem bylo oznámeno, že reakcí neaktivovaných ketonů s octanem palladnatým vznikají, s nízkou výtěžností, tytéž produkty. Hlavní vylepšení, kterého dosáhli Saegusa a Itó, bylo založeno na skutečnosti, že enoly jsou velmi reaktivní, na základě čehož byla vyvinuta metoda založená na silylenoletherech.
Reakci lze zjednodušit použitím nadbytku octanu palladnatého bez použití benzochinonu, přičemž se výrazně zvýší nákladnost. Kvůli tomu, že se často používá téměř stechiometrické množství palladia a reakce je tak příliš nákladná pro průmyslové využití, byly vyvinuty i katalytické metody.
 Díky tomuto zjednodušení se Saegusova–Itoova oxidace používá při řadě syntéz jako metoda pro zavedení funkčnosti do komplexních molekul.

## Mechanismus
Mechanismus Saegusovy–Itoovy oxidace zahrnuje koordinaci palladia na enol následovanou ztrátou silylové skupiny a tvorbou oxoallyl-palladnatého komplexu. Beta-hydridovou eliminací vznikne komplex enonu s hydridem palladia, který se redukční eliminací přemění na výsledné produkty, kyselinu octovou a kovové palladium. Reverzibilita eliminačního kroku umožňuje dosažení rovnováhy, což vede k termodynamické E-selektivitě (vzniká převážně E-izomer) u acyklických substrátů. Bylo zjištěno, že produkt může tvořit stabilní Pd0-alkenový komplex, jenž znesnadňuje zpětnou oxidaci, kterou lze pozorovat u katalytických variant reakce.

## Příklady využití
Širokou využitelnost Saegusovy–Itoovy oxidace lze ilustrovat na jejím využití v některých klasických organických syntézách komplexních molekul. Příkladem může být způsob syntézy morfinu, který navrhl v roce 2006 Tóru Fukujama. Transformace zde umožňuje přítomnost karbamátových a etherových substituentů.
Danishefského syntéza (+)- i (−)-peribysinu začíná Saegusovou–Itoovou oxidací Dielsova–Alderova adduktu karvonu a 3-trimethylsilyloxy-buta-1,3-dienu za vzniku níže znázorněného enonu. V tomto případě oxidace umožňuje přítomnost alkenových a karbonylových skupin.
Yong Qiang Tuova syntéza galantaminu používaného na léčbu Alzheimerovy choroby rovněž zahrnuje tuto reakci za přítomnosti na kyseliny citlivé acetalové skupiny.
V Overmanově syntéze laurenynu se provádí oxidace pyridiniumchlorchromátem následovaná Saegusovou oxidací za přítomnosti halogenové a sulfonátové skupiny.
V syntéze sambutoxinu navržené Davidem Williamsem se využívá Saegusova–Itoova oxidace za přítomnosti nechráněného enolu. Enonový produkt se in situ cyklizuje, čímž se obnovuje enol a tvoří se tetrahydropyranový cyklus. Následná deprotekce (odstranění chránicí skupiny) methoxymethylové skupiny vede ke konečnému produktu.

## Varianty
Vylepšení tohoto procesu byla v drtivé většině zaměřena na náhradu drahých katalyzátorů s obsahem palladia levnějšími. Původní podmínky, i když jsou technicky katalytické, vyžadují 50 molárních procent octanu palladnatého, což příliš navyšuje náklady, než aby připadalo v úvahu použití v průmyslovém měřítku.
Nejdůležitější pokroky zde spočívají v použití kokatalyzátorů, které účinněji regenerují palladnaté sloučeniny; jako příklad lze uvést použití vzdušného kyslíku a stechiometrického allylkarbonátu.
Postup vyvinutý Larockem v roce 1995 představuje metodu méně nákladnou i šetrnější k životnímu prostředí díky použití náhradního katalyzátoru.
Tento postup má nevýhody v podobě dlouhých reakčních časů a nižší výtěžnosti, než se dá podle stechiometrických koeficientů očekávat; tak jak to bylo prezentováno u Nišidovy syntézy platyfillidu. Rozdíl mezi těmito metodami zdůrazňuje nevýhody katalytické metody.
Byly rovněž vyvinuty katalytické metody využívající stechiometrický diallylkarbonát a další allylová rozpouštědla. V těchto případech je důležitá volba rozpouštědla: v nitrilových rozpouštědlech vznikají požadované enony, ovšem v etherech dochází místo toho k tvorbě α-allylketonů.
Tato novější metoda se stala úspěšnější zejména díky využití při Šibasakiho totální syntéze známého jedu strychninu.
I přes objevy těchto postupů se Saegusova–Itoova oxidace většinou provádí přes katalytickou tvorbu α-β nenasycené vazby.